# Idaea alyssumata
Idaea alyssumata là một loài bướm đêm trong họ Geometridae.